# 히가시쓰가루군

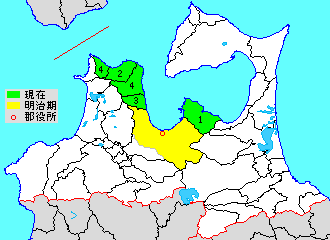
아오모리현 히가시쓰가루군의 위치 (1.히라나이정 2.이마베쓰정 3.요모기타촌 4.소토가하마정)

히가시쓰가루군(일본어: 東津軽郡, ひがしつがるぐん)은 일본 아오모리현의 군이다.
인구 17,894명, 면적 653.49km², 인구밀도 27.4명/km².(2025년 3월 1일, 추계인구)
이하 3정 1촌으로 구성된다.
- 히라나이정(平内町)
- 이마베쓰정(今別町)
- 요모기타촌(蓬田村)
- 소토가하마정(外ヶ浜町)

## 군역
1878년 행정 구역으로 발족 당시의 군역은 위의 3정 1촌애 아오모리시의 대부분을 더한 구역에 해당한다.

## 역사
- 1878년 10월 30일 - 군구정촌 편제법이 아오모리현에서 시행되면서 쓰가루군 중 아모모리정 등 1정 137촌 구역으로 히가시쓰가루군이 발족.

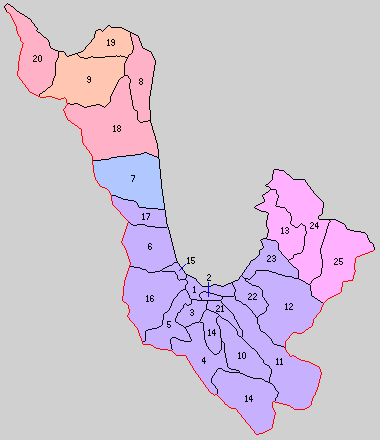
1.아오모리정 2.우라마치촌 3.오노촌 4.다카다촌 5.다키우치촌 6.오쿠나이촌 7.요모기타촌 8.다이라다테촌 9.이마베쓰촌 10.요코우치촌 11.쓰쿠리미치촌 12.아즈마다케촌 13.니시히라나이촌 14.아라카와촌 15.아부라카와촌 16.신조촌 17.우시로가타촌 18.가니타촌 19.잇폰기촌 20.민마야촌 21.쓰쓰이촌 22.하라베쓰촌 23.노나이촌 24.나카히라나이촌 25.히가시히라나이촌(보라:아오모리시 분홍:히라나이정 빨강:소토가하마정 등색:이마베쓰정 파랑:요모기타촌)

- 1889년 4월 1일 - 정촌제 시행으로, 아래의 정촌이 발족. 따로 적은 경우 외는 현 아오모리시.(1정 24촌)
  - 아오모리정(青森町)
  - 우라마치촌(浦町村)
  - 오노촌(大野村)
  - 다카다촌(高田村)
  - 다키우치촌(滝内村)
  - 오쿠나이촌(奥内村)
  - 요모기타촌(蓬田村)
  - 다이라다테촌(平舘村): 현 소토가하마정
  - 이마베쓰촌(今別村): 현 이마베쓰정
  - 요코우치촌(横内村)
  - 쓰쿠리미치촌(造道村)
  - 아즈마다케촌(東岳村)
  - 니시히라나이촌(西平内村): 현 히라나이정
  - 아라카와촌(荒川村)
  - 아부라카와촌(油川村)
  - 신조촌(新城村)
  - 우시로가타촌(後潟村)
  - 가니타촌(蟹田村): 현 소토가하마정
  - 잇폰기촌(一本木村): 현 이마베쓰정
  - 민마야촌(三厩村): 현 소토가하마정
  - 쓰쓰이촌(筒井村)
  - 하라베쓰촌(原別村)
  - 노나이촌(野内村)
  - 나카히라나이촌(中平内村): 현 히라나이정
  - 히가시히라나이촌(東平内村): 현 히라나이정
- 1897년 10월 1일 - 우라마치촌이 아오모리정에 편입.(1정 23촌)
- 1898년 4월 1일 - 아오모리정이 시제 시행으로 아오모리시(青森市)가 되어, 군에서 이탈.(23촌)
- 1919년 4월 1일 - 아부라카와촌이 정제 시행으로 아부라카와정(油川町)이 됨.(1정 22촌)
- 1927년
  - 4월 1일 - 다키우치촌의 일부, 쓰쿠리미치촌의 일부가 아오모리시에 편입.
  - 5월 15일 - 쓰쿠리미치촌이 하마다테촌(浜舘村)으로 개칭.
- 1928년 10월 1일 - 나카히라나이촌이 정제 시행과 개칭으로 고미나토정(小湊町)이 됨.(2정 21촌)
- 1939년 6월 1일 - 아부라카와정이 아오모리시에 편입.(1정 21촌)
- 1941년 10월 5일 - 가니타촌이 정제 시행으로 가니타정(蟹田町)이 됨.(2정 20촌)
- 1951년 4월 1일 - 다키우치촌이 아오모리시에 편입.(2정 19촌)
- 1952년 8월 31일 - 쓰쓰이촌이 정제 시행으로 쓰쓰이정(筒井町)이 됨.(3정 18촌)
- 1954년 5월 3일 - 오노촌이 아오모리시에 편입.(3정 17촌)
- 1955년
  - 1월 1일 - 쓰쓰이정·요코우치촌·아즈마다케촌·다카다촌이 아오모리시에 편입.(2정 14촌)
  - 1월 15일 - 하마다테촌·아라카와촌이 아오모리시에 편입.(2정 12촌)
  - 3월 1일 - 신조촌·오쿠나이촌·하라베쓰촌이 아오모리시에 편입.(2정 9촌)
  - 3월 31일(3정 5촌)
    - 고미나토정·히가시히라나이촌·니시히라나이촌이 합병하여, 히라나이정(平内町)이 발족.
    - 이마베쓰촌·잇폰기촌이 합병하여, 이마베쓰정(今別町)이 발족.
- 1956년 9월 1일 - 우시로가타촌이 아오모리시에 편입.(3정 4촌)
- 1962년 10월 1일 - 노나이촌이 아오모리시에 편입.(3정 3촌)
- 2005년 3월 28일 - 가니타정·다이라다테촌·민마야촌이 합병하여, 소토가하마정(外ヶ浜町)이 발족.(3정 1촌)

## 참고 문헌
- 《가도카와 일본 지명 대사전》 편집위원회, 편집. (1985년 12월 1일). 《가도카와 일본 지명 대사전》. 2 아오모리현. 가도카와 쇼텐. ISBN 4040010205.

## 같이 보기
- 쓰가루군 (리쿠오국)
- 니시쓰가루군
- 미나미쓰가루군
- 기타쓰가루군
- 나카쓰가루군